# Xã New Buda, Quận Decatur, Iowa
Xã New Buda (tiếng Anh: New Buda Township) là một xã thuộc quận Decatur, tiểu bang Iowa, Hoa Kỳ. Năm 2010, dân số của xã này là 291 người.